# 남광현
남광현(1978년 7월 5일 ~ 2010년 3월 18일)은 전 핸드볼 선수이다. 포지션은 골키퍼이다.
1997년, 충남대학교 재학 중에 국가대표팀에 발탁되었고, 2002년 아시안 게임에서 금메달을 땄다. 소속팀으로는 두산과 웰컴크레디트 코로사에서 뛰었다. 2009년 9월, 핸드볼 슈퍼리그가 끝나고 팀에서 실시하는 정기검진을 받은 남광현은 간암 말기 판정을 받았다. 손을 댈 수 없을 만큼 암이 퍼져 약물 치료로 요양했다. 2009 핸드볼큰잔치에서 모금을 하는 등, 윤경신을 비롯한 핸드볼인들은 남광현을 도왔으나, 결국 2010년 3월 18일에 사망하였다. 향년 33세